# Albert Kellogg

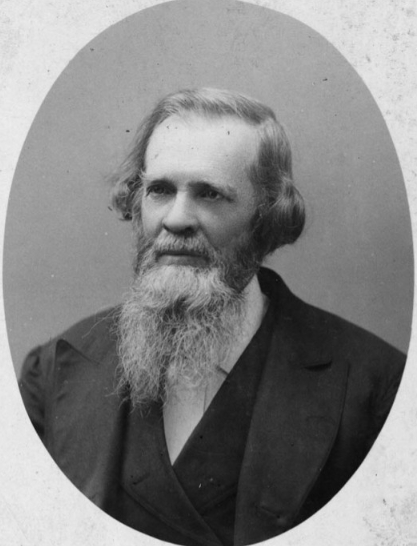
Albert Kellogg im Alter von 72 Jahren (1885)

Albert Kellogg (* 6. Dezember 1813 in New Hartford, Connecticut; † 31. März 1887 in Alameda, Kalifornien) war ein US-amerikanischer Botaniker. Sein offizielles botanisches Autorenkürzel lautet „Kellogg“.

## Leben
Albert Kellogg besuchte die Schule in Wilbraham (Massachusetts), zog dann aber um und besuchte die Transylvania University in Lexington (Kentucky), die er 1834 mit dem Mastergrad absolvierte. Nach seinem Abschluss bereiste er den Westen der USA und beschrieb die Bäume in Kalifornien. Sein Bericht erschien 1845 in John Charles Frémonts „Report of the Exploring Expedition to the Rocky Mountains in 1842 and to Oregon and North California in the years 1843-44.“ 1845 bereiste er zusammen mit John James La Forest Audubon Texas gerade zu der Zeit der Annexion durch die Vereinigten Staaten. Danach startete er botanische Expeditionen entlang der ganzen amerikanischen Westküste von der Tierra del Fuego (Feuerland) bis nach Alaska. Alaska selbst besuchte er 1867 zusammen mit George Davidson und legte eine große Sammlung von Pflanzen an, die zum Teil heute noch im Smithsonian Institution, der Philadelphia Academy of Natural Sciences und in der California Academy of Sciences erhalten sind. Er selbst war 1853 einer der sieben Gründer der California Academy of Sciences.

## Werk
Albert Kelloggs Werk besteht aus einer Vielzahl verschiedener wissenschaftlicher Publikationen in Fachjournalen. Sein bekanntestes Werk ist das Buch Forest Trees of California, in dem sich viele berühmte Zeichnungen von kalifornischen Eichenarten finden. Gegen Ende seines Lebens plante er ein ähnliches Werk über Nadelbäume, das jedoch unvollendet blieb.
- Forest trees of California. Publisher: J.D. Young Sacramento, 1882
- Descriptions of new plants, Volume 2 Proceedings of the California Academy of Natural Sciences. Publisher: Towne & Bacon, San Francisco 1863
- Illustrations of West American oaks: from drawings by the late Albert Kellogg, Text by Edward L. Greene, Parts 1-2

Zu seinen fortschrittlichen Ideen gehörte auch die Förderung von Frauen in der Wissenschaft. Alice Eastwood und Mary Katharine Brandegee arbeiteten als Kuratorinnen bei ihm.

## Wirkung
Kellogg hat eine Vielzahl von Pflanzenarten in Amerika erstbeschrieben. Zu seinen Ehren wurde die Gattung Kelloggia aus der Pflanzenfamilie der Rötegewächse (Rubiaceae) benannt, daneben auch mehrere einzelne Arten:
- die Kalifornische Schwarzeiche (Quercus kelloggii)
- Kelloggs Lilie (Lilium kelloggii)
- Antirrhinum kelloggii
- Hemizonia kelloggii
- Poa kelloggii
- Polygonum kelloggii